# Johann Karl Jacob Lohmeyer
Johann Karl Jacob Lohmeyer (* 27. April 1776 in Potsdam; † 22. Juli 1852 in Berlin) war ein deutscher Militärarzt in Preußen.

## Leben
Vom 1. April 1797 bis zum 1. Mai 1799 war er Schüler der Pépinière. 1799 wurde er Kompaniechirurg beim 9. Artillerie-Regiment (einem der ersten Artillerie-Regimenter). Am 29. Oktober 1799 wurde er Oberchirurg an der Pépinière. Im Januar 1806 wurde er zum Dr. med. promoviert. Nach zwei Jahren als Stabschirurg wurde er 1809 verabschiedet, um eine Stelle als Leibarzt beim Grafen von der Schulenburg (Joseph Ferdinand Adolf Achaz von der Schulenburg?) annehmen zu können. 1815 trat er als Oberstabschirurg wieder in den aktiven Dienst. Er war Dirigent eines Hauptfeldlazaretts und diente ab 1818 beim Medizinalstab der Preußischen Armee. Seit Dezember 1829 Generalarzt, wurde er am 25. Januar 1844 zum Zweiten Generalstabsarzt ernannt. Er wurde am 2. Oktober 1845 als Geheimer Obermedizinalrat charakterisiert und in die Medizinalsektion des Preußischen Ministeriums der geistlichen, Unterrichts- und Medizinalangelegenheiten berufen.

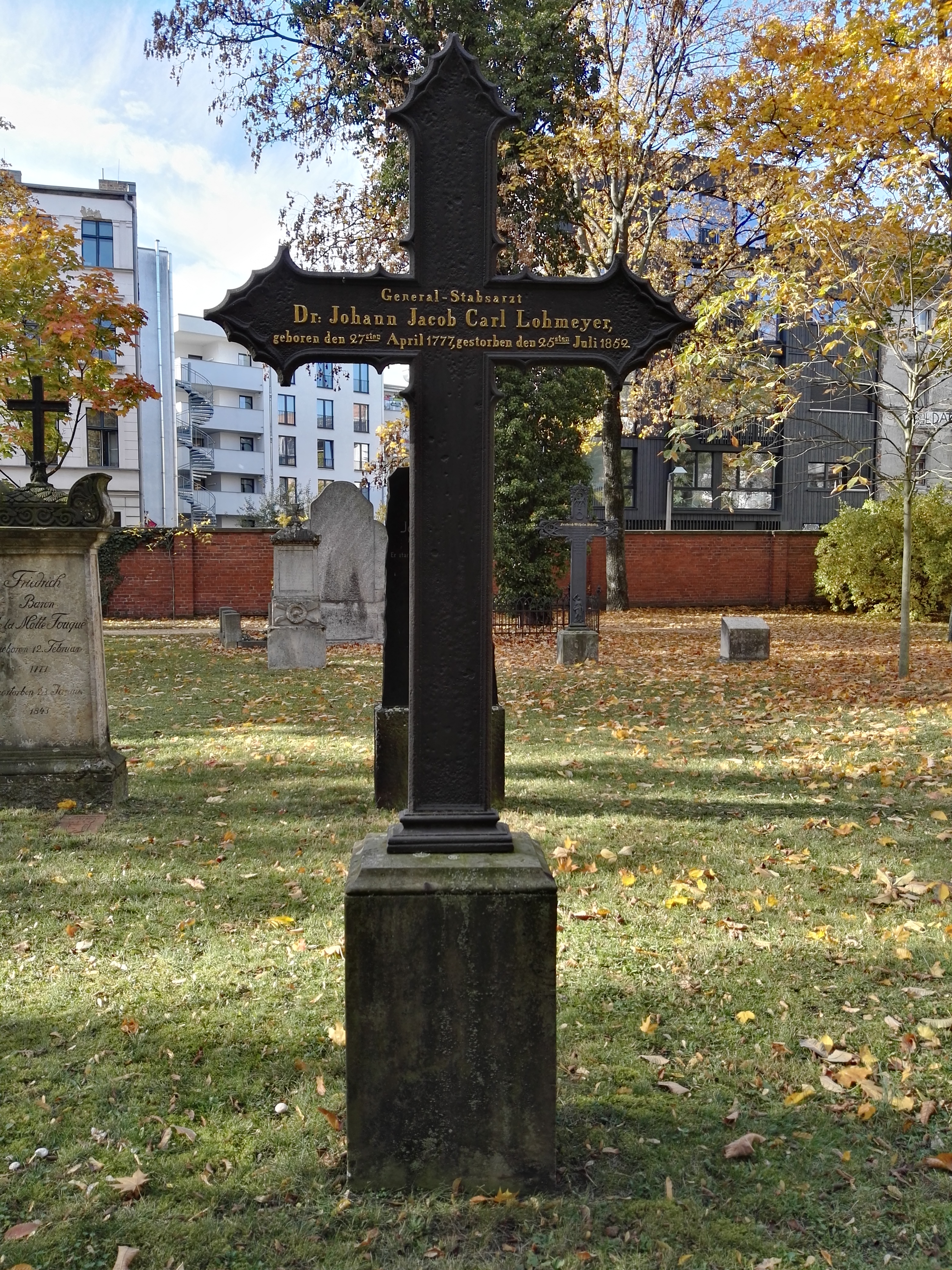
Grabstätte

Am 12. Januar 1847 wurde er mit 71 Jahren zum Ersten Generalstabsarzt ernannt. Als Chef des Militärmedizinalwesens verantwortete er die Vorbereitungen der wesentlichen Verbesserungen im preußischen Sanitätsdienst. 1851 wurde er pensioniert. Er ist auf dem Alten Garnisonfriedhof in Berlin-Mitte bestattet. Er war Mitglied der Berliner Freimaurerloge Zum Pilgrim.